# Stenhelia truncatipes
Stenhelia truncatipes är en kräftdjursart som beskrevs av Sewell 1940. Stenhelia truncatipes ingår i släktet Stenhelia och familjen Diosaccidae. Inga underarter finns listade i Catalogue of Life.